# Chiesa di San Fiorenzo
La chiesa di San Fiorenzo o di San Firenze era un antico luogo di culto di Firenze, situato in piazza San Firenze (alla quale diede il nome, seppur storpiato) angolo Borgo dei Greci.

## Storia
La chiesa è menzionata per la prima volta già nel 1174, ma il suo aspetto doveva risalire soprattutto alla ricostruzione del XIII secolo. Il santo titolare era un non meglio precisato Fiorenzo, secondo alcune fonti militare romano e martire, secondo altre un vescovo, che veniva festeggiato il 31 dicembre e per questo aveva come attributo una rapa, raccolta a dicembre
Fu patronata dalla badia di Montescalari, fatto destò alcuni conflitti tra il vescovo e i parrocchiani tra il 1241 e il 1271. Inclusa nelle trentasei parrocchie dell'antica Firenze.
Nel 1645 venne inglobata nel complesso di San Firenze, che l'aveva acquistata cinque anni prima. Venne poi demolita dall'architetto Zanobi del Rosso nel 1772, per realizzarvi un nuovo oratorio del complesso.
Le spoglie del santo, uno dei presunti compagni di sant'Antimo di Roma, vennero traslate nella basilica della Santissima Annunziata (cappella del Crocifisso).

## Descrizione

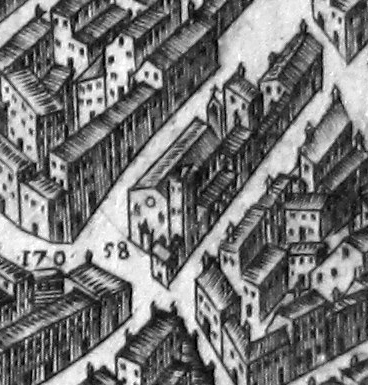
San Fiorenzo nella pianta del Buonsignori (1584)

Quel poco che si sa dell'aspetto antico della chiesa è legato alle piante antiche, che la mostrano piccola, con una normale facciata a capanna. Nell'interno però doveva mantenere vive tracce della sua antichità, soprattutto per la presenza di un coro rialzato sopra la cripta.
All'interno erano presenti alcune iscrizioni. Una ricordava l'ampliamento del coro nel 1276, e una il restauro generale del 1280. Tra gli stemmi delle famiglie che la patronarono erano soprattutto frequenti quelli dei Magalotti e dei Mancini. L'altare maggiore aveva un polittico di Pacino di Buonaguida oggi alla Galleria dell'Accademia, con il Crocifisso tra Maria e la Maddalena dolenti al centro, e ai lati i santi Niccolò vescovo, Bartolomeo, Fiorenzo e Luca, oltre alle cuspidi.
Sull'altare laterale della famiglia Gangalandi si trovava un affresco di scarso interesse artistico e una tavola con l'Incoronazione della Vergine tra numerosi santi, tra cui spiccava per antichità la presenza della beata Umiliana de' Cerchi.  Alla cappella Del Tovaglia invece si trovava una tavola dei Diecimila Martiri dello Stradano. La cappella Mancini aveva un'iscrizione che ne ricordava la fondazione nel 1335.
Il tabernacolo per la riserva eucaristica era della bottega dei Della Robbia, e oggi si trova al Museo del Bargello.
Vicino alla chiesa si trovavano le due torri dei Magalotti e dei Mancini, che vennero atterrate per fare spazio alla nuova fabbrica di San Firenze il 16 maggio 1643. Sono ricordate da una targa in borgo dei Greci, a quello che era l'angolo dell'antica chiesa. In cambio le famiglie richiesero l'obbligo "di celebrare ogni anno alcune messe" (Paolo Verzoni, Ricordi).

## Scavi

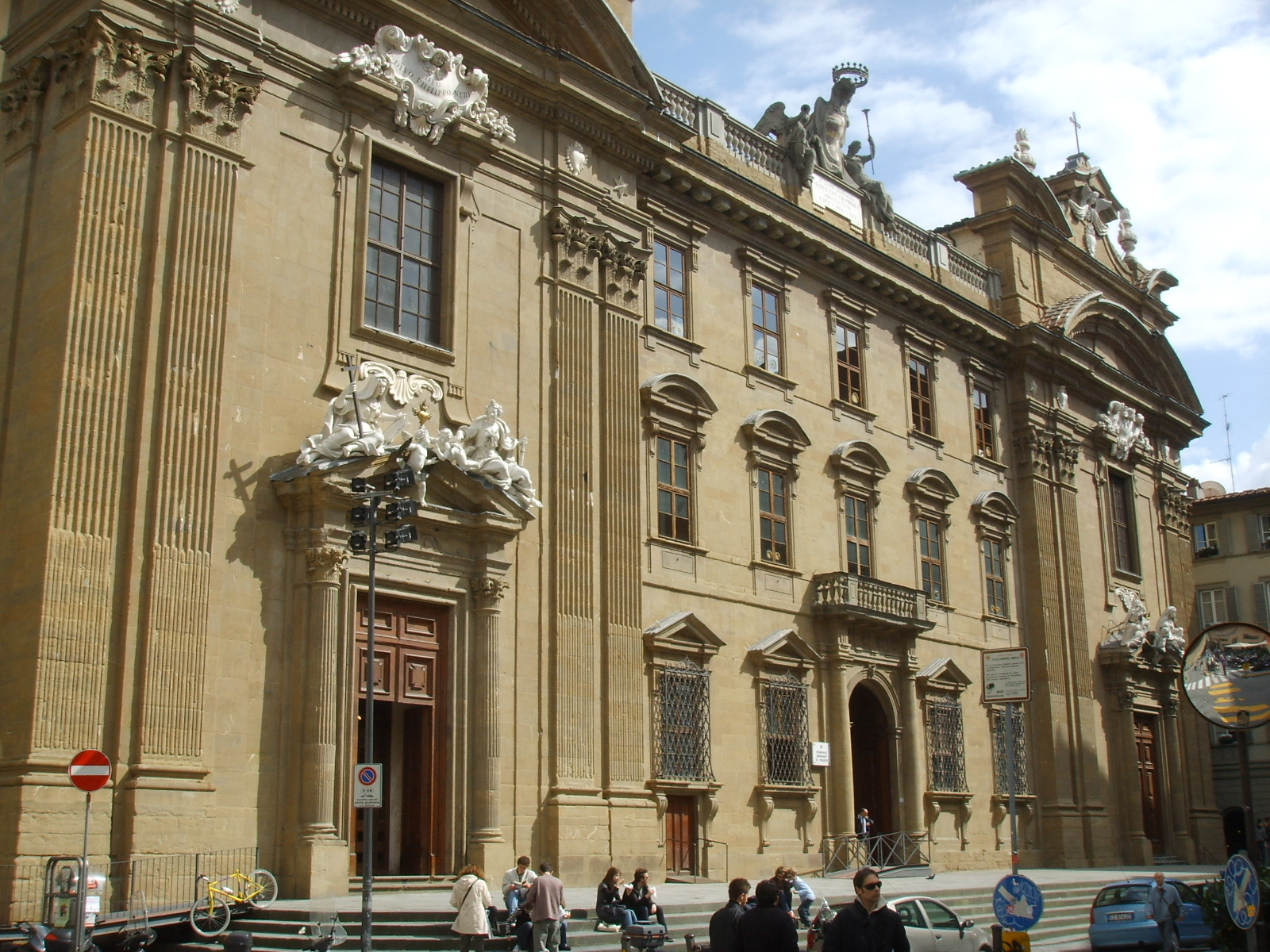
Il complesso di San Firenze, dove si trovava la chiesa di San Fiorenzo (estremità destra)

Tra l'ottobre e il dicembre 2008 una campagna di scavi in un'area limitata sul lato di via Borgo dei Greci ha scoperto tracce della chiesa duecentesca, precisando come si trovasse sopra un cimitero altomedievale (l'area venne inglobata nelle mura solo dopo il 1173-1175), a sua volta costruito sopra i resti del tempio di Iside. Tracce ne erano già state trovate nel 1772, quando scavando le fondamenta del nuovo complesso dei Filippini si rinvennero alcune medaglie e delle basi attiche su cui poggiavano rozzi cilindri in pietraforte (forse già coperti da stucco), che però erano state messe in relazione col vicino teatro romano.